# Thilo Kehrer
Thilo Kehrer (ur. 21 września 1996 w Tybindze) – niemiecki piłkarz burundyjskiego pochodzenia, występujący na pozycji obrońcy, reprezentant Niemiec.

## Kariera reprezentacyjna
W 2017 roku wraz z kadrą U-21 sięgnął po młodzieżowe Mistrzostwo Europy.

## Statystyki kariery
(aktualne na koniec sezonu 2024/2025)
| Klub                | Sezon              | Liga               | Liga  | Liga   | Puchar kraju | Puchar kraju | Puchar ligi | Puchar ligi | Europa | Europa | Inne  | Inne   | Suma  | Suma   |
| Klub                | Sezon              | Liga               | Mecze | Bramki | Mecze        | Bramki       | Mecze       | Bramki      | Mecze  | Bramki | Mecze | Bramki | Mecze | Bramki |
| ------------------- | ------------------ | ------------------ | ----- | ------ | ------------ | ------------ | ----------- | ----------- | ------ | ------ | ----- | ------ | ----- | ------ |
| FC Schalke 04       | 2015/16            | Bundesliga         | 1     | 0      | 0            | 0            | –           | –           | 0      | 0      | –     | –      | 1     | 0      |
| FC Schalke 04       | 2016/17            | Bundesliga         | 16    | 1      | 1            | 0            | –           | –           | 8      | 0      | –     | –      | 25    | 1      |
| FC Schalke 04       | 2017/18            | Bundesliga         | 28    | 3      | 5            | 0            | –           | –           | –      | –      | –     | –      | 33    | 3      |
| Paris Saint-Germain | 2018/19            | Ligue 1            | 27    | 1      | 5            | 0            | 1           | 0           | 7      | 0      | –     | –      | 40    | 1      |
| Paris Saint-Germain | 2019/20            | Ligue 1            | 7     | 1      | 5            | 0            | 3           | 0           | 5      | 0      | 1     | 0      | 21    | 1      |
| Paris Saint-Germain | 2020/21            | Ligue 1            | 24    | 0      | 4            | 0            | –           | –           | 5      | 0      | 0     | 0      | 33    | 0      |
| Paris Saint-Germain | 2021/22            | Ligue 1            | 27    | 2      | 3            | 0            | –           | –           | 3      | 0      | 1     | 0      | 34    | 2      |
| West Ham United     | 2022/23            | Premier League     | 27    | 0      | 1            | 0            | 0           | 0           | 10     | 0      | –     | –      | 38    | 0      |
| West Ham United     | 2023/24            | Premier League     | 4     | 0      | 0            | 0            | 3           | 0           | 5      | 0      | –     | –      | 12    | 0      |
| AS Monaco (wyp.)    | 2023/24            | Ligue 1            | 15    | 1      | 3            | 0            | –           | –           | 0      | 0      | –     | –      | 18    | 1      |
| AS Monaco           | 2024/25            | Ligue 1            | 27    | 4      | 2            | 0            | –           | –           | 10     | 1      | 1     | 0      | 40    | 5      |
| Ogólnie w karierze  | Ogólnie w karierze | Ogólnie w karierze | 203   | 13     | 26           | 0            | 7           | 0           | 53     | 1      | 4     | 0      | 293   | 14     |

## Sukcesy

### Paris Saint-Germain
- Mistrzostwo Francji: 2018/2019
- Superpuchar Francji: 2019

### Reprezentacyjne
- Mistrzostwo Europy U-21: 2017